# Araneus trifolium
De Araneus trifolium is een spin behorend tot de familie van wielwebspinnen. De soort komt in de Verenigde Staten (van Alaska tot het zuiden van Californië en het noorden van Florida) en Canada. In 1847 werd de soort voor het eerst beschreven door Nicholas Marcellus Hentz.

## Synoniemen
In 1847 benoemde Hentz de soort als Epeira trifolium, Epeira aureola en Epeira septima. In 1894  werd de soort als Epeira trifolium candicans geïdentificeerd door McCook. In 1903  identificeerde Simon de soort als Araneus trifolium, de huidige wetenschappelijke naam, en in 1919  identificeerde Chamberlin de soort als Aranea gosogana.

## Beschrijving
Vrouwelijke exemplaren variëren in lengte van 9 tot 20 mm met een carapax tussen 4 en 6,8 mm lang en 3,6 en 5,4 mm breed.
Mannelijke exemplaren variëren in lengte van 5 tot 8 mm met een carapax tussen 3 en 3,6 mm lang en 2,5 en 3 mm breed.
Het wiel van het web bevindt zich meestal tussen de 50 cm en 2 m boven de grond en bevat circa 20 spaken.